# La danseuse (romanzo)
La danseuse è un romanzo di Patrick Modiano, edito da Gallimard nel 2023.
Il romanzo, il trentaduesimo dell'autore Premio Nobel, è stato tradotto in diverse lingue, tra cui l'inglese (edito dalla Yale University Press), il tedesco, il norvegese, lo svedese e l'olandese.

## Trama
Parigi, anni 1960. Un giovane paroliere trova alloggio grazie a Serge Verzini e dal suo nuovo appartamento fa la conoscenza e stringe amicizia con una giovane ballerina, allieva di Boris Kniaseff al Wacker Studio. La giovane era stata sposata, ma il marito è sparito da tempo, lasciandola da sola con il figlioletto Pierre a fronteggiare le minacce di Andre, di cui il narratore riesce a sbarazzarsi grazie all'aiuto di Verzini.
La giovane fatica a prendersi cura del figlio, recentemente trasferitosi nella capitale dopo un lungo periodo con i nonni materni in campagna. La ballerina viene quindi aiutata dal protagonista e da un altro uomo, Hovine, che portano Pierre a scuola e lo aiutano con i compiti. Il narratore trascorre molto tempo insieme ai ballerini, di cui ammira la dedizione e lo spirito di sacrificio. Gradualmente, il protagonista perde i contatti con la giovane e il figlio dopo che Maurice Girodias, fondatore dell'Olympia Press, lo assume come editore di un libro in inglese, The Glass is Falling di Francis La Mure.
L'8 gennaio 2023 il narratore ripensa improvvisamente a Pierre e alla ballerina: nel corso degli anni si era chiesto più volte cosa fosse accaduto ai due, ma ora si rende conto che la cosa non più importanza. Per lui, infatti, Pierre e la madre non sono figure del passato, ma cristallizzati in un eterno presente.